# Ian Stannard
Ian Stannard (Milton Keynes, 25 de mayo de 1987) es un exciclista británico que fue profesional entre 2006 y 2020.
Entre sus más destacados éxitos, destacan sus dos victorias consecutivas en la clásica Omloop Het Nieuwsblad, en las ediciones 2014 y 2015, su tercer puesto en la París-Roubaix 2016, y su victoria en el Campeonato del Reino Unido en Ruta en 2012.

## Trayectoria
Ganó su primera medalla como ciclista en los Juegos de la Commonwealth de la Juventud de 2004 en la disciplina de contrarreloj. Hizo su debut en el ciclismo profesional con el equipo T-Mobile en 2007. En 2009 fichó por el equipo ISD con el que fue convocado para correr el Giro de Italia con tan solo 21 años, finalizando en el puesto 160.
En el año 2010 fichó por el equipo Sky con la intención de centrarse en las carreras de un solo día. Su primera victoria llegó en 2011 en la Vuelta a Austria finalizando al sprint una escapada juntos a cinco corredores. Stannard formó parte del equipo de Gran Bretaña para el Campeonato Mundial de Ciclismo en Ruta de 2011. En 2012 también formó parte del equipo británico para los Juegos Olímpicos de Londres 2012. En 2013 Stannard fue llamado por primera vez para disputar el Tour de Francia. 
En la temporada 2014 comenzó sorprendiendo al ganar la clásica Omloop Het Nieuwsblad, en donde se escapó a falta de 16 kilómetros a meta junto a Greg Van Avermaet y lo logró batir en una apretado sprint; unas semanas después sufrió una grave caída en la Gante-Wevelgem en la que sufrió una rotura de vértebra que le hizo perderse el resto de las clásicas del año y el Tour de Francia. 
Volvió a la competencia en los Juegos de la Mancomunidad, pero en septiembre se cayó de nuevo en la primera etapa de la Vuelta a Gran Bretaña y exámenes médicos posteriores confirmaron una fractura de escafoides en su muñeca izquierda.
El 5 de noviembre de 2020 anunció su retirada del ciclismo profesional, a los 33 años, a causa de una artritis.

## Palmarés
2010
- 3.º en el Campeonato del Reino Unido en Ruta

2011
- 1 etapa de la Vuelta a Austria

2012
- Campeonato del Reino Unido en Ruta

2013
- 2.º en el Campeonato del Reino Unido en Ruta

2014
- Omloop Het Nieuwsblad

2015
- Omloop Het Nieuwsblad
- 3.º en el Campeonato del Reino Unido en Ruta

2016
- 1 etapa de la Vuelta a Gran Bretaña

2017
- 1 etapa del Herald Sun Tour

2018
- 1 etapa de la Vuelta a Gran Bretaña

2019
- 2.º en el Campeonato del Reino Unido en Ruta

## Resultados en Grandes Vueltas y Campeonatos del Mundo
| Carrera         | Carrera         | 2008 | 2009  | 2010 | 2011  | 2012  | 2013  | 2014 | 2015  | 2016  | 2017  | 2018 | 2019  | 2020 |
| --------------- | --------------- | ---- | ----- | ---- | ----- | ----- | ----- | ---- | ----- | ----- | ----- | ---- | ----- | ---- |
|                 | Giro de Italia  | —    | 160.º | —    | —     | 132.º | —     | —    | —     | —     | —     | —    | —     | —    |
|                 | Tour de Francia | —    | —     | —    | —     | —     | 135.º | —    | 128.º | 161.º | —     | —    | —     | —    |
|                 | Vuelta a España | —    | —     | Ab.  | 128.º | 111.º | —     | —    | —     | —     | 148.º | —    | 106.º | —    |
| Mundial en Ruta | Mundial en Ruta | Ab.  | Ab.   | —    | 99.º  | 36.º  | Ab.   | —    | 51.º  | Ab.   | Ab.   | Ab.  | Ab.   | —    |

—: no participa

Ab.: abandono

## Equipos
- Van Vliet-EBH Advocaten (2006)[5]
- T-Mobile Team (2007)[6]
- Landbouwkrediet-Tönissteiner (2008)
- ISD-Neri (2009)
- Sky/INEOS (2010-2020)
  - Sky Professional Cycling Team (2010)
  - Sky Procycling (2011-2013)
  - Team Sky (2014-04.2019)
  - Team INEOS (05.2019-08.2020)
  - INEOS Grenadiers (08.2020-12.2020)